# Kreuzkirche Dessau

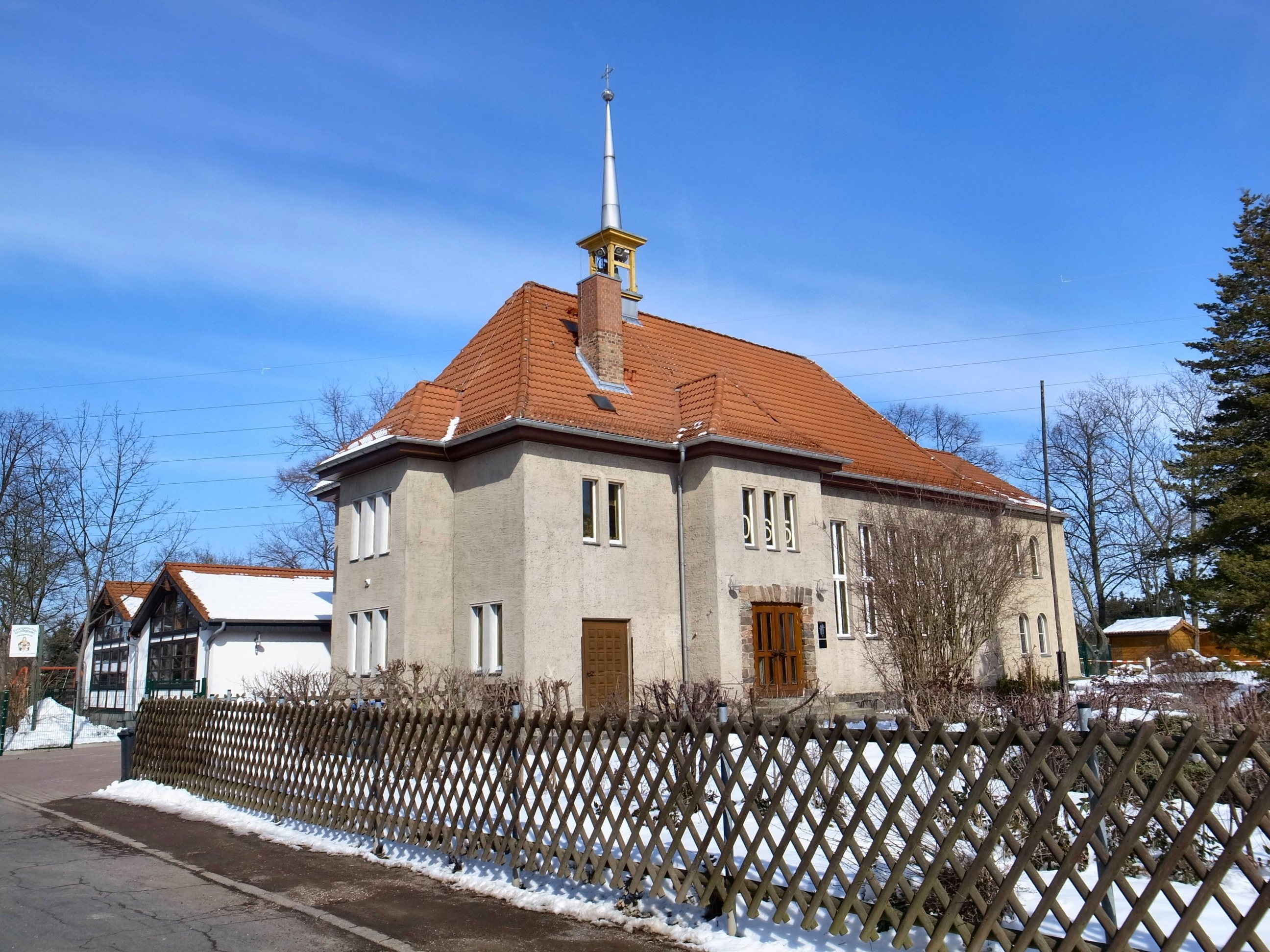
Kreuzkirche (Peterholzstraße 57)

Die Kreuzkirche Dessau wurde 1933 im Kontext des Bauhauses in unmittelbarer Nähe zum Konsumgebäude errichtet. Der Entwurf stammt von Bruno Brüdern.

## Geschichte
Nach einer Bauzeit von neun Monaten wurde die Kirche am 28. Mai 1933 als „Kreuzgemeindehaus“ eingeweiht. Der Einfluss des Bauhauses ist noch heute an diversen Einrichtungsgegenständen, wie Taufbecken, Türdrückern und Altar zu sehen.
Die Kirche unterlag ursprünglich einem doppelten Nutzungskonzept. In der Woche wurde sie zur Kinderbetreuung genutzt, am Sonntag für den Gottesdienst. Die Doppelnutzung wurde 1995 mit dem Bau eines Kindergartens aufgegeben.

## Kirchengemeinde
Seit 2005 ist die Kreuzgemeinde mit der Gemeinde St. Peter Dessau Törten vereint und trägt den Namen St. Peter und Kreuz. Sie gehört zur Evangelischen Landeskirche Anhalts.